# Társadalmi Szemle
Társadalmi Szemle társadalomtudományi folyóirat 1931–1933 és 1946–1998 közt. Megjelenési hely: Budapest. Periodicitás: havonként.

## Irányvonal, munkatársak

### 1931-1933
A folyóirat az illegális Kommunisták Magyarországi Pártjának döntése alapján 1931-ben indított legális tudományos marxista folyóirat. Szerkesztette Madzsar József és Sándor Pál. A folyóiratban megjelent tanulmányok a magyarországi politikai, gazdasági helyzet bemutatására törekedtek, szemben álltak az SZDP irányvonalával, felléptek a revizionizmus ellen, gyakran dogmatikus nézeteket vallottak, főleg művészetpolitikai kérdésekben, például József Attila költészetének megítélésében. Szerzői közt szerepeltek külföldön élő kommunista szerzők is. A lap ismertebb munkatársai: Antal János, Agárdi Ferenc, Haraszti Sándor, Molnár Erik, Révai József, Schönstein Sándor, Újvári Imre, Újvári László. 1933-ban a lap egész szerkesztőségét tiltott gyűlés ürügyén letartóztatták, ez a lap megszűnéséhez vezetett.

### 1946-1998
A Társadalmi Szemlét 1946-ban a Magyar Kommunista Párt indította újra, „Feladataink az elmélet területén” címen Rákosi Mátyás írt programadó cikket (lásd Társadalmi Szemle, 1946/1. sz. 1-5. p.), 1948-tól a lap a Magyar Dolgozók Pártja ideológiai és tudományos folyóirata lett. Szerkesztője 1946-1953. szeptemberéig Fogarasi Béla, 1953 októberétől 1954. júniusig Révai József, 1955. júliustól 1956. áprilisig Friss István.
Az 1956-os forradalom után a Magyar Szocialista Munkáspárt indította újra a lapot, „Üdvözlet a Társadalmi Szemlének” címen Kádár János írta a programadó cikket. (Lásd Társadalmi Szemle, 1957/1. sz. 1-4. p.) Kállai Gyula felelős szerkesztésében 1958. májustól 1961. októberig jelent meg a lap. 1961. novembertől szerkesztőbizottság szerkesztette a lapot, a szerkesztőbizottság elnöke 1961-1988 közt Benke Valéria. 1989/90-ben Radics Katalin működött főszerkesztőként, 1990-1998 közt Bihari Mihály.
Az 1946-tól érvényes rovat-beosztás (Tanulmányok, Szemle, Könyvismertetések) az idők folyamán sokat változott; 1988/2. szám rovat-beosztása: Tanulmányok, Eszmecsere - Szerkezetváltás és társadalompolitika, Az európai fasizmus történetéhez, Tájékozódás, Művelődéspolitikai jegyzetek, Életutak - szövetkezetek, Könyvekről; 1998/1. sz. rovatai: Tanulmányok, Nemzetközi kitekintés, Európa, Fókusz, Dokumentum.
A folyóirat havi rendszerességgel való megjelenése biztosított volt, kivéve a nehezebb éveket, 1956-ban összesen 9 szám jelent meg, 1957-ben 8, a megszűnés évében, 1998-ban 9 szám jelent meg.

## Repertóriumok
- Társadalmi Szemle : 1931-1933 : repertórium / összeáll. Kálmán Lászlóné. Budapest : Petőfi Irodalmi Múzeum, 1974. 100 p. (A Petőfi Irodalmi Múzeum bibliográfiai füzetei : B sorozat ; 5.)
- A Társadalmi Szemle repertóriuma : 1972-1981 / feldolg., szerk. Ecsedy Andorné, Gáliczky Éva. Budapest, 1983. (A Társadalmi Szemle különszámaként jelent meg.)
- Társadalmi Szemle tartalomjegyzéke 1946-1998, matarka.hu